# Al-Fadl ibn ar-Rabí
Al-Fadl ibn ar-Rabí (755/756-mort entre 822 i 824) fou un visir abbàssida. Era fill del camarlenc ar-Rabí ibn Yunus que va servir sota el califa Al-Mansur (754-775). Harun ar-Raixid li va confiar la direcció de la despesa pública (789/790) i després el càrrec de camarlenc (795/796). El 803, en caure en desgràcia els barmàquides, va succeir a Yahya com a visir però amb poders més limitats. Harun va morir el 809 a Tus i al-Fadl va prendre jurament de fidelitat al nou califa al-Amín (809-813) i va llicenciar l'exèrcit que el califa difunt havia enviat a combatre el rebel Rafi ibn al-Layth. L'hereu de les províncies orientals (segons les disposicions de Harun) al-Mamun, es va queixar d'aquesta orde que el deixava en posició difícil al Khurasan. Després va aconsellar a al-Amín de prendre els drets successoris a al-Mamun en favor del seu propi fill. Va seguir una guerra civil i quan les forces d'al-Mamun van entrar a Bagdad (813) es va amagar. La dominació d'al-Mamun no va agradar a Bagdad i la població es va revoltar el 816/817. Llavors al-Fadl va sortir del seu amagatall. Ibrahim ibn al-Mahdi fou proclamat califa (816/817). Quan al-Mamun va entrar a Bagdad, al-Fadl li va demanar el perdó, que va obtenir. Es va retirar i va morir algun temps després.